# María Bruguera Pérez
María Bruguera Pérez (Jerez de los Caballeros, 6 de noviembre de 1913 - Madrid, 26 de diciembre de 1992) fue una militante libertaria y activista feminista española. 
Bruguera provenía de una familia de profundas convicciones libertarias en una ciudad dominada por el PSOE en un área de la Confederación Nacional del Trabajo (CNT). A los nueve años, se involucró políticamente al unirse a Juventudes Libertarias. También se involucró con el grupo de teatro femenino Ni Dios Ni Amo. 
Bruguera tenía 21 años al comienzo de la Guerra civil española en julio de 1936. Embarazada de quien sería su único hijo, inicialmente fue parte del gran flujo humano que se dirigió hacia la frontera hispano-portuguesa. Al cerrarse la frontera, viajó con su familia a un terreno propiedad de su pareja. Allí, su pareja y su madre serían asesinados, su hermano y su padre escaparon, y Bruguera y su hijo recién nacido fueron capturados. 
Bruguera evitó la pena de muerte y recibió una sentencia de prisión de 30 años que se redujo debido a su labor en la cárcel. Fue separada de su hijo, y las autoridades cambiaron su nombre por el de un santo debido a cambios en la ley que exige que los niños fuesen nombrados según el santoral católico. Después de ocho años en prisión, Bruguera fue puesta en libertad en 1946. 
El militante de CNT Aureliano Lobo y Bruguera se convirtieron en pareja poco después de su liberación. Durante este mismo período, Bruguera se volvió a unir a CNT, participando de reuniones clandestinas. Cuando la CNT se dividió, Bruguera se encontró dentro de una facción feminista, y luego fundó el Comité de Mujeres Libres. De este grupo, Bruguera también fundaría la revista feminista de la segunda ola, Mujeres Libertarias. 
A su muerte en diciembre de 1992, el cuerpo de Bruguera fue incinerado y sus cenizas fueron depositadas en el Cementerio de la Almudena de Madrid. 

## Biografía
María Bruguera Pérez fue una mujer militante libertaria que sirvió como luchadora infatigable por sus creencias hasta su muerte en Madrid en 1992. Al principio, estuvo involucrada con la Confederación Nacional del Trabajo (CNT), luchando por los derechos de los trabajadores. Más tarde, Bruguera se afilió a la Confederación General del Trabajo (CGT). Además se unió al movimiento anarquista.

### Juventud
Bruguera nació en Jerez de los Caballeros el 6 de noviembre de 1915 del matrimonio entre Antonio Bruguera y Elisa Pérez. Sus propios padres eran de Palafrugell, Cataluña. 
Su familia tenía profundas convicciones libertarias como resultado de que su padre había tenido contacto con los medios anarquistas mientras trabajaba como aprendiz en la industria del corcho en Sevilla. En el momento del nacimiento de Bruguera, su ciudad natal era predominantemente socialista con una configuración política corporativista. Si bien su padre compartió su pensamiento anarcosindicalista entre los círculos políticos, tomó tiempo y la comunidad tuvo que aprender sobre las enseñanzas del movimiento. La Confederación Nacional del Trabajo (CNT) había organizado a la mayoría de los campesinos y trabajadores en la región de Badajoz a fines de la década de 1920. Su padre fue presidente de la Casa del Pueblo de Jerez de los Caballeros. En su juventud, no había CNT ni sindicato asociado en Jerez para que su padre estuviera afiliado en ese momento.
Cuando era niña, Bruguera trabajaba en una pequeña tienda de comestibles dirigida por su madre. Esto significaba que tenía poco tiempo para la educación formal en una escuela. En cambio, la tienda de comestibles se convirtió en su escuela de aprendizaje informal. Mientras trabajaba en la tienda, su madre también le enseñó bordados. Su obsesión por aprender la llevó a pasar sus últimos años de infancia en una universidad popular. A los nueve años, dejó la escuela cuando Juventudes Libertarias llegó a su ciudad. Se unió a la promoción de Juventudes Libertarias por su hermano Antonio y Francisco Torrado. Se involucraría con Ni Dios Ni Amo, un grupo artístico de mujeres que inicialmente había admirado. Trabajando con Ni Dios Ni Amo, llevó sus actividades de programación a las comarcas locales. 

### Guerra civil española
El golpe de Estado que inició la guerra civil fue en julio de 1936. Bruguera tenía 21 años en ese momento y estaba embarazada de Floreal como resultado de su relación con Francisco Torrado.
Su padre y su hermano se unieron rápidamente al Comité de Defensa de Jerez. El objetivo inmediato del Comité era similar a otras en toda España: arrestar a personas vinculadas a la derecha para evitar levantamientos similares en sus propias ciudades. El comité en Jerez arrestaría a 137 simpatizantes de derecha. Si bien no hubo muertes inicialmente en la izquierda, ocho miembros de la derecha murieron. Los detalles de cómo murieron no fueron documentados. Sin embargo, el 18 de septiembre de 1936, Jerez cayó y sesenta muertos fueron sacados de las calles de la ciudad. 
Bruguera y su familia escaparon de la masacre que los fascistas cometieron contras la izquierda republicana de Jerez. Su padre escapó al área republicana cerca de Badajoz. Bruguera y otros miembros de su familia intentaron cruzar la frontera hacia Portugal. La gente de Huelva y Badajoz había tomado el camino para hacer lo mismo. Muchos se encontraron en el campo de refugiados de Coitadinha, cerca de Noudar, en el lado portugués de la frontera. Otros se encontraron en un campamento cerca de Mourão. Si bien no era España, Portugal tampoco era visto como completamente seguro, ya que se encontraba bajo un gobierno afín al bando sublevado de Franco.
Dadas las limitadas opciones con el cierre de la frontera, Bruguera y su familia viajaron a una parcela de tierra propiedad de Francisco Torrado. Mientras estaba allí, Bruguera dio a luz con la ayuda de su madre. Los miembros de la Guardia Civil que patrullaban el campo la descubrieron, asesinando a Torrado y Elisa Pérez, junto con otros miembros del grupo. Su padre escapó y finalmente se unió a los soldados republicanos en el frente. Su hermano también escapó, aunque fue capturado poco después.

### Vida en prisión
Bruguera se salvó, pero fue llevada a Jerez donde, durante ocho días junto a su hijo, fue hospitalizada antes de ser trasladada a una prisión en Badajoz por un período de un año. A su hijo se le permitió quedarse con ella durante los primeros nueve meses de su encarcelamiento para que pudiera cuidarlo, Fue enviado a vivir con los padres de Torrado. Una nueva regulación del régimen de Franco había llegado a la conclusión de que todos los niños debían ser nombrados en honor a los santos. Esto fue el resultado de la incorporación del catolicismo al gobierno como una fuerza nacionalista: el llamado nacionalcatolicismo. El resultado fue que Floreal cambió su nombre a Francisco.
Después de un año a la espera de juicio en la prisión de Badajoz, Bruguera fue juzgada. Recibió una sentencia de muerte en diciembre de 1937 que fue conmutada por treinta años de prisión. Le quitaron tiempo a su sentencia como resultado de su trabajo de costura y bordado. Se encontró moviéndose entre varias cárceles, incluida una en el convento de las Madres Oblatas de Badajoz. Si bien se negó a trabajar para monjas en las cárceles dirigidas por el convento, continuó utilizando sus habilidades de bordado. 
Su padre fue asesinado el 17 de noviembre de 1939 en Badajoz. Antonio Bruguera había sido capturado mientras luchaba en el frente. La salud de María también comenzó a deteriorarse mientras estaba en prisión. 
Posteriormente, Bruguera fue trasladada a otras prisiones, con estancias en las cárceles de Salamanca, Valladolid, Saturrarán y Santander. Buscando una mejor paga y más oportunidades, solicitó un traslado a una prisión en Madrid. Mientras estaba en la prisión de Madrid, contactó con María Carrión y las hermanas Lobo que habían militado en Mujeres Libres.

### Liberación y actividades políticas
Bruguera fue liberada de prisión en 1946, después de haber pasado ocho años y un mes tras las rejas. Después de su liberación, recuperó la custodia de su hijo y pudo volver a conectarse con su hermano, Antonio. Su hermano, María Bruguera y su padre, habían sido arrestados al mismo tiempo. Fue puesto en libertad unos meses antes que ella. Ambos hermanos alquilaron un pequeño apartamento en Madrid. Bruguera intentó establecer una nueva vida para sí misma, pero también se involucró en sus actividades políticas anteriores.
Bruguera pronto conectó con el militante de la CNT Aureliano Lobo. Ambos mantuvieron una relación y fueron a vivir juntos. La relación con Lobo le dio a Bruguera nuevas energías para participar en la lucha antifranquista. También continuó como activista dentro de la CNT. 
A fines de la década de 1950 y principios de la década de 1960 se produjo una severa represión de la CNT por parte del gobierno de Franco que hizo que el activismo fuera aún más difícil. Bruguera participó en reuniones clandestinas de CNT. En 1976 Lobo murió y Bruguera organizó el Comité de Salud de CNT. Alrededor de este tiempo, junto con María Carrión y las hermanas Lobo, Bruguera se involucraría con el Comité de Mujeres Libres.
A mediados de la década de 1980, Bruguera también se estaba conectando con otras feministas libertarias en Madrid. Durante este mismo período, CNT se dividió en diferentes facciones. Bruguera se alineó con una de ellas, la rama feminista. Esta facción, ya activa con el Comité de Mujeres Libres, estaría a la vanguardia de la fundación de la revista Mujeres Libertarias. Publicaron la primera edición de su revista en Madrid en 1986. Bruguera desempeñó un papel fundamental detrás de escena, encontrando recursos para apoyar a la revista, ayudando a encontrar canales de distribución y proporcionando ideas para el contenido. La revista representaba la segunda ola del feminismo.
Tras la muerte del dictador Franco, el 20 de noviembre de 1975, Bruguera pudo ser más abierta con su activismo. También comenzó a ser reconocida por sus esfuerzo, especialmente entre las organizaciones de medios libertarios y feministas.
Tras su muerte el 26 de diciembre de 1992 por causas naturales, su cuerpo fue incinerado y sus cenizas fueron depositadas en el cementerio de La Almudena de Madrid. En una emotiva ceremonia a la que asistieron miembros de la familia y compatriotas, su lucha por la vida para ayudar a otras mujeres y trabajadoras fue reconocida como parte de su generosa devoción por los demás. Mujeres Libertarias No. 14 publicado en 1993 se dedicó en su honor. Sería una de sus ediciones finales, disolviéndose poco después de su muerte.